# Astragalus ermineus
Astragalus ermineus es una especie de planta del género Astragalus, de la familia de las leguminosas, orden Fabales.

## Distribución
Astragalus ermineus se distribuye por Irán y Turquía.

## Taxonomía
Fue descrita científicamente por Matthews. Fue publicado en Notes from the Royal Botanic Garden, Edinburgh 29: 301 (1969).